# Black Ice
Black Ice е 15-ият студиен албум на австралийската рок група AC/DC, издаден през октомври, 2008. Това е първият албум на бандата след 8-годишна пауза.

## История
Първите информации за предстоящия албум се появяват през януари 2006 г., когато Малкълм Йънг заявява в интервю, че групата понастоящем пише и записва материал за очаквания следващ албум, но няма дата за издаване.
През април 2008 г. на официалната уеб-страница на AC/DC се появява информацията, че ще бъде издаден албум с продуцент Брендън О'Брайън и аудио-инженер Майк Фрейзър, но все още не е назована дата за издаването му.
На 15 август 2008 г. AC/DC записва видеото към първия сингъл от албума – Rock 'n' Roll Train – в Лондон.
На същия ден списание Rolling Stone публикува кратко, положително ревю на албума. Споменават се и имената на няколко песни, преди да е обявен официалния списък с песни.
На 18 август групата обявява датата за издаване на албума на официалния си уебсайт – 20 октомври. В Германия, Швейцария и Италия албумът е издаден на 17 октомври, в Австралия – на 18-и, а в Япония на 22-ри.
Няколко дни след като е започната предварителната продажба на албума, в сайта на групата се появяват и версии с две различни обложки освен стандартната. Албумът се продава и в изданието Deluxe Edition с твърди корици, което съдържа 30 страници с информация за правенето на албума.

## Списък на песните
1. Rock 'n Roll Train – 4:20
2. Skies on Fire
3. Big Jack
4. Anything Goes
5. War Machine
6. Smash 'n' Grab
7. Spoilin' For a Fight
8. Wheels
9. Decibel
10. Stormy May Day
11. She Likes Rock 'n' Roll
12. Money Made
13. Rock 'n' Roll Dream
14. Rocking All the Way
15. Black Ice

## Състав
- Брайън Джонсън – вокали
- Ангъс Йънг – соло китара
- Малкълм Йънг – ритъм китара, беквокали
- Клиф Уилямс – бас китара, беквокали
- Фил Ръд – барабани

### Други участници
- Брендън O'Брайън – продуцент
- Майк Фрейзър – Engineer